# 區賢
區賢（1395年—？），字德夫，廣東廣州府南海縣人，明朝政治人物。進士出身。

## 生平
永樂二十一年（1423年）癸卯科廣東鄉試第一名。宣德五年（1430年）丁丑科會試第六十四名，殿試登進士第二甲第二十名。

## 家族
曾祖區遠昌。祖父區原禮。父亲區宗受。